# Моленная беспоповцев (Габове-Гронды)
Моленная беспоповцев — моленная старообрядцев-беспоповцев, находящаяся в Польше в населённом пункте Габове-Гронды гмины Августов Августовского повята Подляского воеводства. Входит в состав Восточной старообрядческой церкви. Храм внесён в реестр охраняемых памятников Подляского воеводства.

## История
Храм построен в 1948 году на месте двух предыдущих старообрядческих храмов, последний из которых сгорел во время Второй мировой войны. Ориентированный на восток деревянный храм на бетонном фундаменте построен на прямоугольном плане. Изготовлен способом срубной конструкции. Храм с двухскатной крышей, покрытой листовым металлом. Окна прямоугольные с украшенной каймой. На западной стороне над входом в храм находится трёхэтажная колокольня с шатром, увенчанным луковичным куполом. Восточная часть внутреннего пространства, предназначенная для ведущего богослужение, отделена от остального пространства балюстрадой. 
10 марта 1989 года храм внесли в реестр охраняемых памятников Подляского воеводства (№ 580).